# Сыркин, Альберт Иоахимович
Альбе́рт Иоахи́мович Сы́ркин (Сыркин-Бернарди; 28 октября [9 ноября] 1899, Вильна, Виленская губерния, Российская империя — 9 марта 1940, Москва, СССР) — советский разведчик, помощник начальника специальной группы ГУГБ НКВД СССР, капитан государственной безопасности.

## Биография
Родился 28 октября (по старому стилю) 1899 года в еврейской купеческой семье в Вильне. Его отец Иоахим Альбертович (Иохель Абелевич) Сыркин (1866, Вильна — 1921, там же) был совладельцем «типографии А. Г. Сыркина» (основателем издательства был дед — купец второй гильдии Абель (Альберт, Арнольд) Геселевич Сыркин); мать — Песя Берковна Эпштейн. Двоюродный брат (со стороны матери) писателя Ю. Н. Тынянова. Семье Сыркиных принадлежал дом № 108 по Большой улице в Вильне.
Окончил гимназию. В 1917 году вступил в партию «объединённых социал-демократов» (интернационалистов). Секретарь совета фабричного заводского комитета Петроградской стороны. Учился на юридическом факультете Петроградского университета. Работал секретарём иностранного отдела комиссариата внутренних дел Союза коммун Северной области. В 1919 году вернулся в Вильно, секретарь и член коллегии Наркомпроса и узловой редактор газеты «Звезда», исполняющий обязанности начальника политического отдела Наркомпроса и патрон отдела печати.
Несколько месяцев был в плену у поляков. Затем заведующий секцией политического отдела Балтийского флота в Петрограде. В 1920 году — секретарь Военной миссии РККА в Анатолии. С 1921 года — заместитель заведующего личным архивом наркома иностранных дел, дипкурьер НКИД РСФСР. В 1921—1922 годах — заместитель начальника политического отдела 5-й дивизии в Витебске, в дальнейшем секретарь чрезвычайной миссии в Хиве. С 1924 заместитель заведующего отделом печати полпредства СССР в Италии. В мае 1926 года был принят на работу в органы ОГПУ, зачислен в резерв назначения Иностранного отдела на место уполномоченного. В июле 1926 года принял фамилию «Бернарди» и вскоре направлен в заграничную командировку. С ноября 1927 года—  уполномоченный, старший уполномоченный закордонной части ИНО ОГПУ. С 1928 года находился в специальных командировках в Италии, Китае и Франции. С сентября 1937 года — помощник начальника Специальной группы особого назначения («группа Яши») ГУГБ НКВД СССР. Награждён двумя знаками «Почётный сотрудник ВЧК-ГПУ», именным оружием.

## Арест и смерть
10 ноября 1938 года был арестован без санкции прокурора по ордеру, подписанному Л. П. Берией. 21 февраля 1939 года уволен из НКВД согласно статье 38 пункта «б» положения (в связи с арестом). 8 марта 1940 года приговорён Военной коллегией Верховного суда СССР к высшей мере наказания по обвинению в участии в контрреволюционной террористической организации и на следующий день расстрелян. Его жена, Вера Яковлевна Сыркина, секретарь специальной школы при специальной группе ГУГБ НКВД СССР, арестована с ним в один день и расстреляна 30 июля 1941 года.
Реабилитированы супруги Сыркины в 1969 году.